# Xóchitl
Xóchitl (pronunciación en náhuatl: /ˈʃotʃitɬ/; frecuentemente hispanizado: /ˈsotʃitɬ/) es un nombre de pila femenino de origen náhuatl cuyo significado es ‘flor’. Su forma reverencial es Xochitzin.
La palabra xóchitl es empleada como raíz de los nombres Xochipilli (del náhuatl xochitl, ‘flor’, y pilli, ‘príncipe’), Xochiquetzal (del náhuatl xochitl, ‘flor’, y quetzal, ‘pluma’) y Xochimilco (del náhuatl xochitl, ‘flor’, mil, ‘milpa’ o ‘sembradío’, y co, ‘en’, ‘donde hay’).
También como sustantivo se ha empleado en palabras compuestas como en el caso «veinte-flor», o sea, cempaxóchitl.
Sobre su pronunciación, el Diccionario del náhuatl en el español de México dice lo siguiente:

La grafía “x” en náhuatl se pronuncia como un “sh” inglesa o como una “ch” suave.

## Personas reconocidas
- Xóchitl, en la mitología mexica, es la primera mujer mortal sobre la tierra.
- Xóchitl Gálvez Ruiz, empresaria y política mexicana.
- Xochitl Gomez, actriz estadounidense.
- Xóchitl Araúz, deportista nicaragüense.
- Xóchitl Medina Ortiz, docente y coreógrafa mexicana.
- Xóchitl Flores Jiménez, política mexicana.
- Xóchitl Ramos Magaña,  veterinaria mexicana.
- Xóchitl Llarena del Rosario, médica y política mexicana.
- Xochitl Marisol Cuevas-Figueroa, botánica y orquideóloga mexicana.